# Halmwespen
Halmwespen (Cephidae) zijn een familie van insecten uit de orde van de vliesvleugeligen (Hymenoptera).

## Geslachten
(Indicatie van aantallen soorten per geslacht tussen haakjes)
- Caenocephus  (1)
- Calameuta  (9)
- Cephus  (15)
- Characopygus  (2)
- Hartigia  (5)
- Janus  (3)
- Pachycephus  (2)
- Syrista  (1)
- Trachelus  (5)